# 離別鉤

《離別鉤》，天地圖書出版社版本，1997年出版

《離別鉤》為古龍晚期小說，為《七種武器》之六，1978年6月至9月《聯合報》連載，1978年8月至11月，香港《武俠春秋》359-365期連載，1978年10月春秋出版，取代《拳頭》成為第六種武器，因古龍只完成六種，是以本書為最後一種。此外《英雄無淚》被誤為本書外傳，然實為後續故事之誤。
另外古龍在本書《後記》內寫到離別鉤前的一段停筆時間感悟良多，是以本書風格迥異於前五種武器，並且說此書之後為其晚期風格。但部分出版社為補其風格與前五種一致，在書末加上「不驕傲才是勝利的方法。」類似文筆。

## 內容簡介
“没有相聚，哪里有离别？没有离别又何來相聚”，人們往往知道命運無常卻忽略一種武器叫执着，许多看起来不可能的事也会变得可能了，而且并不需要奇迹。
楊錚的父親大盜楊恨早年因為躲避仇家的追殺而帶著他的妻子和襁褓中的楊錚隱居在一個小縣城裡，楊錚長大成為了縣城三班的捕頭首領，卻被捲入一宗一百八十萬兩白銀的搶案而被嫁禍為共謀。以及情人呂素文的妹妹思思失蹤案與一等侯爵狄青麟相遇，使得案情有了奇迹似的發展。

## 主要人物
- 楊錚：楊恨的兒子。是呂素文童年時的玩伴，青梅竹馬的朋友。縣城裏三班捕快的頭子。
- 呂素文：怡紅院當年的名妓「如玉」。她是個非常懂事的女人。

## 次要人物
- 狄青麟：世襲一等侯，當今天下第一風流俠少的風采。應無物的徒弟。
- 藍一塵：人稱「神眼神劍」藍大先生。一個白皙清秀三十多歲的藍衫人。天下無雙的神眼。藍一塵是楊恨一生中惟一的朋友。
- 應無物：人稱「瞽目神劍」，瞎子，使用的是「靈蛇劍」，靈如青竹，毒如赤練，七步斷魂，生命不見。

## 目錄
1. 離別鉤
2. 狼牙棒
3. 暴風雨的前夕
4. 鮮紅的指甲
5. 九百石大米
6. 黯然消魂處
7. 鉤
8. 天意如刀
9. 侯門深似海

## 改編影視作品
- 1980年：香港無綫電視劇集《離別鉤》，主演：黃樹棠、謝賢、狄波拉、呂有慧
- 1980年：臺灣電影《離別鉤》，主演：衛子雲、凌雲、余安安、葛小寶

## 外部連結
- 七種武器網上閱讀(繁體)
- 七種武器網上閱讀(簡體) （页面存档备份，存于）
- 神兵暗器
- 楊錚
- 呂素文
- 狄青麟